# حصن بني واقف
حصن بني واقف هو حصن تاريخي إسلامي، يقع في المدينة المنورة. يعتبر الحصن من المعالم البارزة في التاريخ الإسلامي؛ حيث شهد صلاة نبي الإسلام محمد، مما يمنحه قيمة دينية كبيرة. يعكس الحصن التراث المعماري الإسلامي، ويعد رمزًا من رموز الفترات المبكرة في تاريخ المدينة المنورة.

## الموقع
يقع حصن بني واقف في منطقة منازل بني واقف، تحديدًا في الجهة الجنوبية والجنوبية الغربية من مسجد الفضيخ. يتموضع الحصن في الجهة الجنوبية الشرقية لمسجد قباء، حيث يبعد عنه حوالي 390 مترًا. كما يبعد الحصن 230 مترًا عن امتداد شارع قباء الممتد من الجهة الغربية له. أما بالنسبة للمسجد النبوي الشريف، الذي يقع في الجهة الشمالية الغربية للحصن، فتبلغ المسافة بينهما 3570 مترًا.

## التسمية
يعود اسمه إلى بني واقف، الذين ينحدرون من مالك بن امرئ القيس بن مالك بن الأوس. كان لمالك أخ يدعى السلم، الذي نشأ منه بطن آخر عُرف بـ "بنو السلم"، وأصبحوا لاحقًا حلفاء لبني عمرو بن عوف. استقر هؤلاء في منطقة عالية المدينة بالقرب من مسجد الفضيخ، وكانت منازلهم تقع بين منازل بني النضير وبني قريظة، ممتدة جنوبًا حتى أعالي بطحان دون الحرة.
يتميز حصن بني واقف بموقعه الاستراتيجي. إذ أنه أكبر حصون بني واقف والسلم وأعظمها، له عدة مسميات أخرى، منها:
- آطام بني واقف.
- حصن الزيدان.
- أطم الزيدان، نسبة إلى موقعه في منازلهم.[4]
- حصن بن مضيان.[5]

## الحدود
يحد حصن بني واقف من الجهة الشرقية، أرض مسوّرة فضاء، يليها مزرعة كبيرة، ومن الجهة الشمالية بئر المبارك. ومن الجهة الجنوبية، تحده أرض فضاء تتبع بلاد الصفية، ومن الجهة الغربية، مزرعة الصفية، من المزارع الكبيرة في المنطقة.

## الأهمية التاريخية
تتجلى أهمية الحصن في كونه موقعًا شهد صلاة النبي محمد في مسجد الحصن المعروف بمسجد بني واقف. وقد أشار السمهودي إلى مسجد بني واقف بقوله:«مسجد بني واقف من الأوس- روى ابن زبالة عن الحارث بن الفضل أن النبي صلى الله عليه وسلم صلّى في مسجد بني واقف»

## وصف الحصن
يتألف حصن بني واقف من فناء واسع مستطيل الشكل يمتد من الشمال إلى الجنوب، ويضم أربعة مداخل، أكبرها هو المدخل الرئيسي الموجود في الجدار الشرقي للحصن. أما المداخل الثلاثة الأخرى فهي أصغر حجمًا، حيث يقع المدخل الأول في الركن الشمالي الغربي للسور، والثاني في الركن الجنوبي الغربي، بينما يقع المدخل الثالث تقريبًا في منتصف الجدار الشمالي. يتوسط الفناء مسجد بني واقف المعروف.
في الجهة الشمالية للحصن، توجد ملاحق وغرف تبدأ من الركن الشمالي الشرقي وتمتد نحو الغرب، بجوار هذه المرافق توجد بركة كبيرة مصنوعة من الحجر.
يحتوي الحصن على بئر تقع في الركن الجنوبي الشرقي من الداخل. بُني الحصن باستخدام الحجارة السوداء، مع وجود أقواس وعقود موزعة على السور والملاحق الداخلية.

### أسوار الحصن
يحيط حصن بني واقف بأسوار مرتفعة تصل في ارتفاعاتها إلى أكثر من 2.5 متر. تم تشييد هذه الأسوار من قطع كبيرة من الحجارة في الأساس. بارتفاع يقارب المتر، بينما استخدمت قطع أصغر لبناء بقية ارتفاع الأسوار حتى القمة. تبلغ سماكة الأسوار حوالي 80 سم، وتتناقص تدريجيًا نحو الأعلى.
أنشئت الأسوار على مسطبة مرتفعة، تأخذ شكل قاعدة مصنوعة من الحجارة والطين، يزيد عرضها من الداخل عن أربعة أمتار ومن الخارج عن مترين. ترتفع هذه القاعدة عن أرضية فناء الحصن بنحو1.20 متر.

### جدران الحصن
الجدار الشرقي: يبلغ طول الجدر الشرقي للحصن 51.40 متر. يشمل ملاحق الحصن الواجهة الواقعة في الجهة الشمالية، والتي عرضها 10 أمتار. يتوسط الجدار المدخل الرئيس للحصن.
الجدار الغربي: يمتد نحو الشمال بطول 12.30 متر. ثم ينحرف نحو الشمال الغربي، حيث يبلغ طول هذا الجزء 53.50 متر. يوجد بهذا الجدر مدخل فرعي صغير عرضه متر واحد.
الجدار الجنوبي: يبلغ طول الجدار 25 متر. ولا يحتوي على أي فتحات أو أبواب. في الركن الجنوبي الشرقي، تقع بئر الحصن، التي تشكل جزءًا من دائرة قطرها 2.40 متر.
الجدار الشمالي: يبلغ طوله 47.40 متر. تمتد ملاحق الحصن ملاصقة لهذا السور، يتوسط الجدار مدخل صغير يطل على الخارج من الجهة الشمالية، توجد أيضًا بركة صغيرة مجصصة ملاصقة له بطول 4.84 متر وعرض 2.30 متر.

## وصلات خارجية
- دليل المدينة النبوية.
- روح المدينة.